# Echipa națională de rugby a Canadei
Echipa națională de rugby a Canadei reprezintă Canada în meciurile internaționale de rugby, Canada fiind una dinitre națiunile minore din eșalonul al doilea al rugby-ul internațional. 
Canada participă anual la Churchill Cup împreună cu echipele din Statele Unite și a doua echipă a Angliei precum și alte echipe invitate ocazional. Canada a participat la toate edițiile Campionatului Mondial de Rugby, cel mai bun rezultat fiind participarea în faza sferturilor de finală la ediția din 1991. 